# Rari Nantes Bologna 2016-2017

## Rosa
| N° |                   | Ruolo | Giocatore           |
| -- | ----------------- | ----- | ------------------- |
|    | Italia (bandiera) | P     | Fabiana Sparano     |
|    | Italia (bandiera) | P     | Elisa Fiorini       |
|    | Italia (bandiera) | D     | Monica Barboni      |
|    | Italia (bandiera) | D     | Maddalena Fisco     |
|    | Italia (bandiera) | D     | Valeria Lenzi       |
|    | Italia (bandiera) | D     | Valentina Antinozzi |
|    | Italia (bandiera) | CV    | Giusi Rendo         |
|    | Italia (bandiera) | CV    | Ginevra Manzoni     |
|    | Italia (bandiera) | CV    | Marika Ceroni       |

| N° |                    | Ruolo | Giocatore           |
| -- | ------------------ | ----- | ------------------- |
|    | Brasile (bandiera) | A     | Diana Monteiro Abla |
|    | Italia (bandiera)  | A     | Maria Bosco         |
|    | Italia (bandiera)  | A     | Martina Budassi     |
|    | Italia (bandiera)  | A     | Sara Centanni       |
|    | Italia (bandiera)  | A     | Margherita D'Amico  |
|    | Italia (bandiera)  | A     | Valentina Udoh      |
|    | Italia (bandiera)  | A     | Martina Verducci    |
|    | Italia (bandiera)  | CB    | Arianna Mina        |
|    | Italia (bandiera)  | CB    | Elisa Mazzini       |

### Staff
- Allenatore:  Giacomo Grassi
- Allenatore in seconda:  Massimo Ponchi

## Mercato
| Acquisti | Acquisti            | Acquisti          | Acquisti |
| R.       | Nome                | da                |          |
| -------- | ------------------- | ----------------- | -------- |
| D        | Maddalena Fisco     | Plebiscito Padova |          |
| A        | Sara Centanni       | Acquachiara       |          |
| A        | Diana Monteiro Abla | Pinheiros         |          |
| A        | Maria Bosco         | Prato Waterpolo   |          |

| Cessioni | Cessioni                 | Cessioni      | Cessioni |
| R.       | Nome                     | a             |          |
| -------- | ------------------------ | ------------- | -------- |
| D        | Margherita Pasquali      | fine rapporto |          |
| D        | Jessica Louise Zimmerman | Bogliasco     |          |